# Јаблановец
Јаблановец је насељено место у саставу Града Запрешића у Загребачкој жупанији, Хрватска. До територијалне реорганизације у Хрватској налазио се у саставу старе загребачке приградске општине Запрешић.

## Становништво
На попису становништва 2011. године, Јаблановец је имао 1.378 становника.

## Попис1991.
На попису становништва 1991. године, насељено место Јаблановец је имало 1.042 становника, следећег националног састава:
| Попис 1991.‍   | Попис 1991.‍  | Попис 1991.‍ | Попис 1991.‍ | Попис 1991.‍ |
| ------------- | ------------ | ----------- | ----------- | ----------- |
|               |              |             |             |             |
| Хрвати        | Хрвати       |             | 1.011       | 97,02%      |
| Муслимани     | Муслимани    |             | 7           | 0,67%       |
| Југословени   | Југословени  |             | 4           | 0,38%       |
| Словенци      | Словенци     |             | 3           | 0,28%       |
| Срби          | Срби         |             | 3           | 0,28%       |
| Немци         | Немци        |             | 1           | 0,09%       |
| Словаци       | Словаци      |             | 1           | 0,09%       |
| неопредељени  | неопредељени |             | 5           | 0,47%       |
| регион. опр.  | регион. опр. |             | 2           | 0,19%       |
| непознато     | непознато    |             | 5           | 0,47%       |
| укупно: 1.042 |              |             |             |             |